# Sergiev Posad

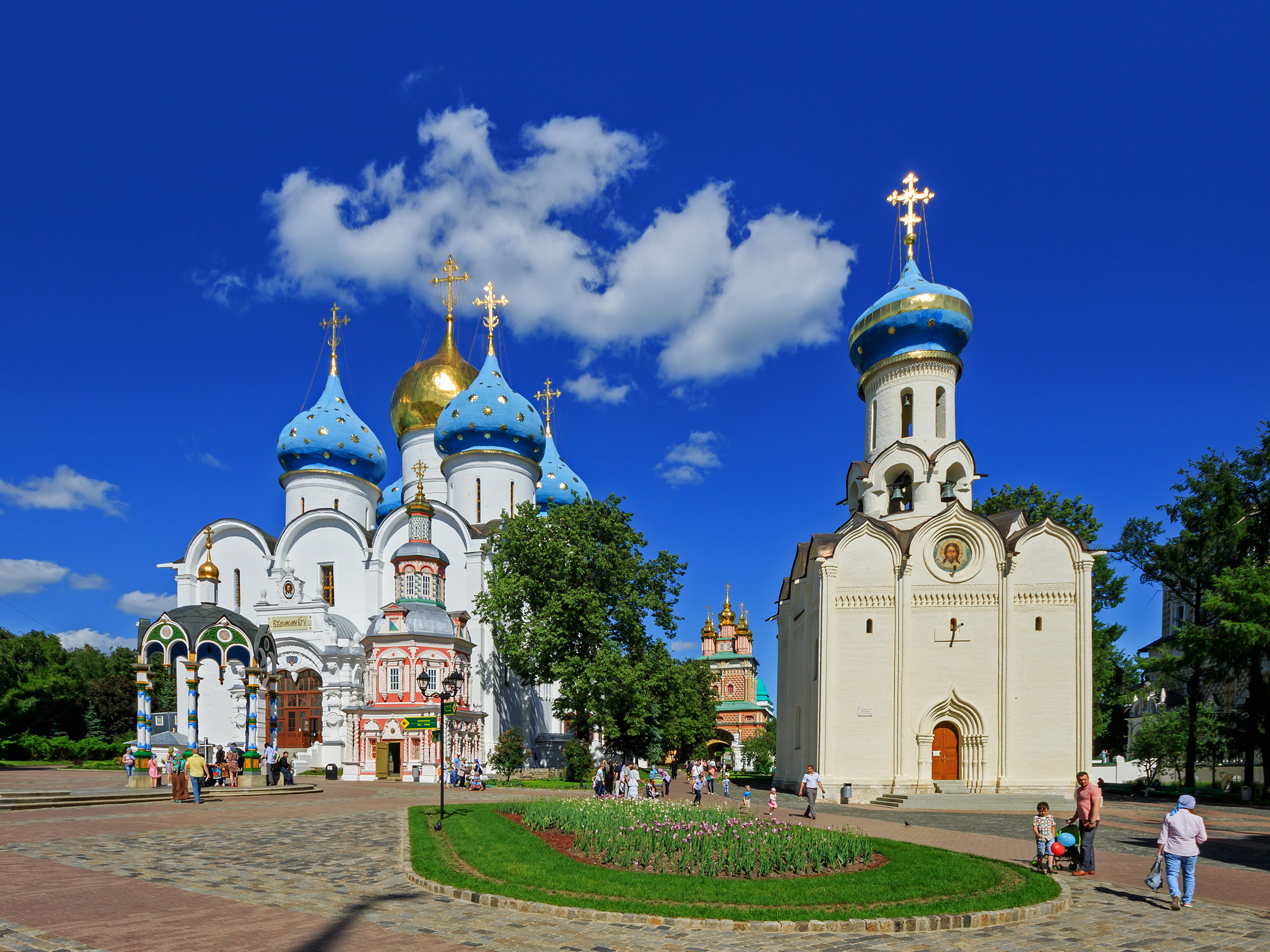

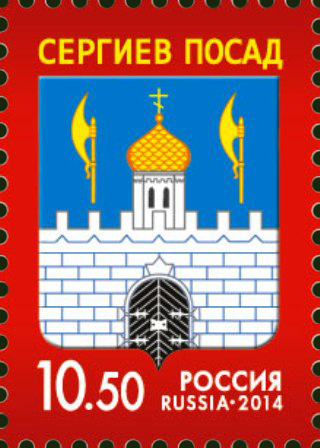
Selo russo de 2014 com o brasão da cidade

Sergiev Posad (russo:  Се́ргиев Поса́д, tr. Sérgiev Posád) é uma cidade na Rússia, centro administrativo do raion de Sergiev Posad, no oblast de Moscou. A cidade se desenvolveu no século XV a partir de um dos maiores mosteiros da Rússia, o Mosteiro da Trindade-São Sérgio, criado por Sérgio de Radonej. Como o nome da cidade tem fortes conotações religiosas, as autoridades da União Soviética mudaram-na para Sergiev, em 1919, e depois para Zagorsk, em 1930, em memória ao revolucionário Vladimir Zagorski. O nome original foi restaurado em 1991.  
De acordo com o censo populacional de 2002, tinha uma população de 113 581 habitantes.
O turismo associado ao Anel de Ouro é importante para a economia regional. Há também na área uma importante fábrica de brinquedos. A estrada de ferro e a auto-estrada Moscou–Iaroslavl passa pela cidade. 

No arredores da cidade localiza-se a central hidroeléctrica reversível Zagorskaia, a maior da Rússia (construída no período de 1974–2003, mas funcionando em alguma medida desde 1987), perto da qual mais uma está construída desde 2007.

## Habitantes importantes
- Vikenti Trofimov

### Cidades-irmãs
Sergiev Posad é cidade-irmã de:
- Beroun, República Checa
- Fulda, Alemanha
- Gniezno, Polônia
- Nova Athos, Abecásia
- Rueil-Malmaison, França
- Saldus, Letônia
- Sremski Karlovci, Sérvia